# Calvin Goldspink
Calvin James Goldspink (Great Yarmouth, Inglaterra, 24 de enero de 1989) es un cantante y actor británico y estrella pop juvenil. Se dio a conocer por primera vez como miembro del manufacturado grupo juvenil S Club Juniors, el cual cambió su nombre a S Club 8 después de que S Club 7 se separara, y a I Dream con el comienzo de su serie de televisión. Después de haber nacido en Great Yarmouth, Inglaterra (sus padres: Stephen y Caroline Goldspink), se mudó con ellos y su hermano dos años menor, Jamie, a Aberdeen, Escocia. Por tres años consecutivos, Goldspink ganó el premio "Pop Justice" de encuesta de lectores de "Most Inappropriately Fanciable Popstar". Él fue a la escuela Cults Academy en Aberdeen. Recientemente, estableció en su sitio oficial que mide aproximadamente 1,81 m. Actualmente, reside en Burbank, Los Ángeles, California, Estados Unidos, preparando su álbum debut como solista.

## Trayectoria

### S Club Juniors
A la edad de 12 años, Goldspink audicionó a través de un casting presentado por S Club 7. Elegido de 12.000 aspirantes en la BBC, la banda de la que formó parte, originalmente, sólo pretendía apoyar a S Club 7 en su segundo tour, pero después de una respuesta magnífica del público, el grupo S Club Juniors se formó y cosechó un éxito instantáneo con su primer sencillo, "One Step Closer", alcanzando el #2 en las listas del Reino Unido.
Así, Calvin formó parte de un grupo pop de 8 integrantes, bajo la firma de la empresa de Simon Fuller, 19 Entertainment, y Universal Records, subsidiaria de Polydor Records. Como miembro de S Club Juniors, él tuvo 4 sencillos Top 10 y 1 álbum de platino, "Together", en el Top 5, y en el año 2003, el grupo realizó el "S Club United Tour" por el Reino Unido e Irlanda, nuevamente como teloneros de S Club 7. Para acabar el año, S Club Juniors ganó el premio de "Mejor Artista Nuevo" en los "Disney Channel Kids Awards".

### S Club 8
Después de haber estado en la industria musical por casi dos años, y después de la separación de S Club 7, S Club Juniors fue renombrado como S Club 8, siguiendo con otro exitoso álbum, "Sundown", que produjo 3 sencillos Top 20.

### I Dream
En 2004, el grupo estuvo tres semanas en Barcelona, España, filmando el programa para jóvenes de la BBC "I Dream", que trataba acerca de un grupo de chicos que ganaban un lugar en una escuela secreta, donde todos realizan el papel de sí mismos, junto a Christopher Lloyd. Goldspink dijo que fue una experiencia increíble filmar el show con uno de sus ídolos, ya que "Back to the Future" es una de sus películas favoritas de todos los tiempos. El show fue un éxito instantáneo en el Reino Unido, y actualmente sigue en pantalla a través de Europa y Oceanía. Un álbum, "Welcome to Avalon Heights", basado en el show fue lanzado, incluyendo el dueto de Calvin Goldspink y Frankie Sandford "Dreaming", que fue el último sencillo de la banda antes de que se separase a principios de 2005.

### Carrera solista
En enero de 2007, Goldspink se fue a Los Ángeles, luego de haber sido observado en "Seth Riggs Singing Camp" durante el verano de 2006 por una mujer, que se convirtió en su mánager. Así, obtuvo el papel de Oliver Banks después de que su mánager le dijera que fuera a las audiciones, para The CW. Durante la temporada piloto, cuando tenía tiempo libre, aprovechaba para grabar su primer álbum como solista. "Life is Wild" fue su primera serie en solitario. Él filmó el show, de 45 minutos, a finales de febrero de 2007, en Sudáfrica. Sin embargo, sólo duró una temporada por sus bajos niveles de audiencia.
El 22 de enero de 2009, Calvin creó su página MySpace de música. Este sitio es la primera forma de contacto con su material como solista. Con sólo 14 días de haber sido creada, esta página recibió más de 100.000 visitas. El 22 de enero de 2010, con un año de duración, el sitio ya supera las 650.000. Las canciones que han sido presentadas en el mismo son "Hollywood Birds", "Private Show", "Don't Fail Me", "Dance In The Rain", "Lonely", "Bright Lights", "Take My Hand" y "Never Not Beautiful", esta última escrita por Jessica Simpson. Joe Simpson, padre de Jessica y de Ashlee Simpson, se ha hecho cargo de la carrera musical de Goldspink. Jessica va a aparecer en su primer álbum como cantante invitada, y también escribiendo canciones. Tanto Ashlee como Jessica han agregado a Calvin como "amigo" en sus respectivos MySpace. Y él ha sido bien recibió por los fanes de las Simpson. En febrero de 2009, Calvin y Joe tuvieron reuniones con firmas discográficas en Nueva York. Ha sido mostrado a Jive Records y Virgin Records. Ha realizado su primera actuación en vivo como solista en el "Pig'n Whistles" de Hollywood, Los Ángeles, California, el 14 de mayo de 2009. Presentó seis canciones acompañado por una banda en vivo. También fue un invitado especial en las finales del "OC ICON/IDOL" en Long Beach, California, el 19 de septiembre de 2009, donde cantó "Bright Lights", "Don't Fail Me" y "Turn Around".
Su álbum debut está establecido para lanzarse en 2010. Él ha confirmado vía Twitter que viajará a Japón para lanzar su primer sencillo. El título del álbum será "I Don't Wanna Dream", y la canción del mismo nombre fue escrita por Jon Asher y Shawn Hlookoff. El primer sencillo será lanzado este año.

## Discografía

### Álbumes
- Together (2002), con S Club Juniors.
- Sundown (2003), con S Club 8.
- Welcome to Avalon Heights (2004), con I Dream.
- I Don't Wanna Dream (2010), como solista.

### Sencillos
- One Step Closer (2002), con S Club Juniors.
- Automatic High (2002), con S Club Juniors.
- New Direction (2002), con S Club Juniors.
- Puppy Love (2002), con S Club Juniors.
- Fool No More (2003), con S Club 8.
- Sundown (2003), con S Club 8.
- Don't Tell Me You're Sorry (2003), con S Club 8.
- Dreaming (2004), con I Dream.

## Filmografía
- S Club Search (2001): reality show de la banda.
- S Club Juniors: The Story (2002): reality show de la banda.
- S Club Juniors Summer Special (2002): especial de TV.
- Viva S Club (2002): serie de TV de S Club 7.
- I Dream (2004): serie de TV de la banda.
- Life Is Wild (2007-2008): serie de TV.

## Premios
- "Disney Channel Kids Awards 2003": Mejor Artista Nuevo, con S Club Juniors.